# Pierre Marie Robert Versteegh
Pierre Marie Robert (Pierre) Versteegh (Kedung Banteng, Sragen, Midden-Java, 6 juni 1888 - Sachsenhausen, 3 mei 1942) was een Nederlands luitenant-kolonel der artillerie, verzetsman en olympisch springruiter.

## Loopbaan

### Vroege loopbaan

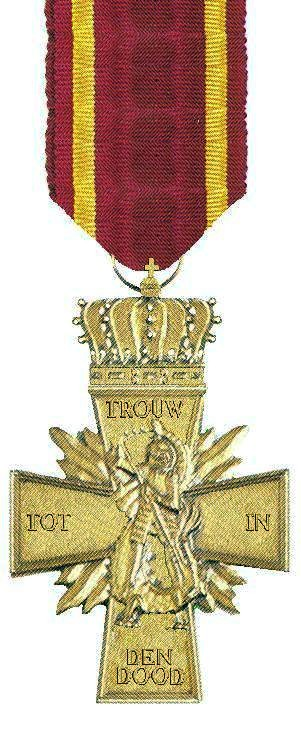
Verzetskruis

Versteegh, broer van generaal Willem Versteegh, begon op 2 oktober 1906, na een toelatingsexamen, als cadet artillerie zijn opleiding aan de Koninklijke Militaire Academie te Breda. Op 24 juni 1909 werd hij benoemd tot tweede luitenant en ingedeeld bij het vierde regiment veldartillerie, ingedeeld bij de derde afdeling te Ede. Op 14 oktober 1912 werd hij bevorderd tot eerste luitenant. Tijdens het Concours Hippique in mei 1914 te Breda behaalde hij met zijn paard Irish Laddy de eerste prijs (vergulde zilveren medaille en 75 gulden) tijdens een jachtrit gereden door officieren en heerrijders en de vijfde prijs (25 gulden) met zijn paard Salomé. Dat jaar nam hij met succes ook deel aan andere wedstrijden. In juli 1920 kwam Versteegh, dan woonachtig in Groningen, tijdens het springconcours voor springpaarden in alle klassen uit met zijn paard Noske en behaalde de derde prijs. In 1922 werd hij, dan districtscommandant der Marechaussee te Groningen, eerste met zijn paard Not Yet tijdens het Concours Hippique gehouden in het Stadspark te Groningen. Dat jaar en het jaar daarop reed en won hij meerdere andere wedstrijden. In januari 1924 werd hij overgeplaatst naar de marechaussees te Amsterdam als commandant van het district en werd hij woonachtig te Bussum. Op 1 februari 1925 werd hij bevorderd tot kapitein. Hij bleef de jaren daarop doorgaan met wedstrijdrijden. In 1928 behaalde Versteegh een bronzen medaille op de Olympische Spelen van Amsterdam, op het onderdeel dressuurrijden voor teams - heren samen met Jan van Reede en Gerard le Heux.
Bij Koninklijk Besluit van 1 april 1931 werd Versteegh benoemd tot ridder in de Orde van Oranje-Nassau met de zwaarden. in 1932 nam hij als lid van de Nederlandse delegatie deel aan het internationale ruitertoernooi te Berlijn met zijn paarden His Excellence en Adastra. Tijdens de herdenkingsfeesten van Willem van Oranje, gehouden op de heide tussen Hilversum en Bussum, in april 1933 nam Versteegh als voorrijder deel aan de daarbij gehouden ruiterwedstrijd. Prinses Juliana woonde deze herdenking bij en tot slot defileerden alle verenigingen voor de prinses; er werden 25.000 deelnemers aan dit defilé verwacht. Datzelfde jaar nam hij deel aan het Concours Hippique in Wenen, waar hij een eervolle vermelding behaalde; in Het Vaderland stond over zijn deelname te lezen: kapitein Versteegh heeft een aan volmaaktheid grenzende zit; wanneer hij op grote concoursen of op kleinere onderlinge wedstrijden zijn paarden voorrijdt hoort men slechts één roep over het schitterende schouwspel. Voor zijn prestaties te Wenen werd hij later door kolonel Kappelhof gehuldigd. In januari 1933 werd de Nieuwelingenbeker van de Cross Country gewonnen door het vijfde regiment veldartillerie en met erkentelijkheid jegens de schenker, generaal baron E.W. van den Capellen, aanvaard door het bestuur; Versteegh kreeg de zilveren beker van het bestuur aangeboden voor de prachtige resultaten die hij behaalde met zijn paarden His Excelence en Ad Astra.

### Tweede Wereldoorlog

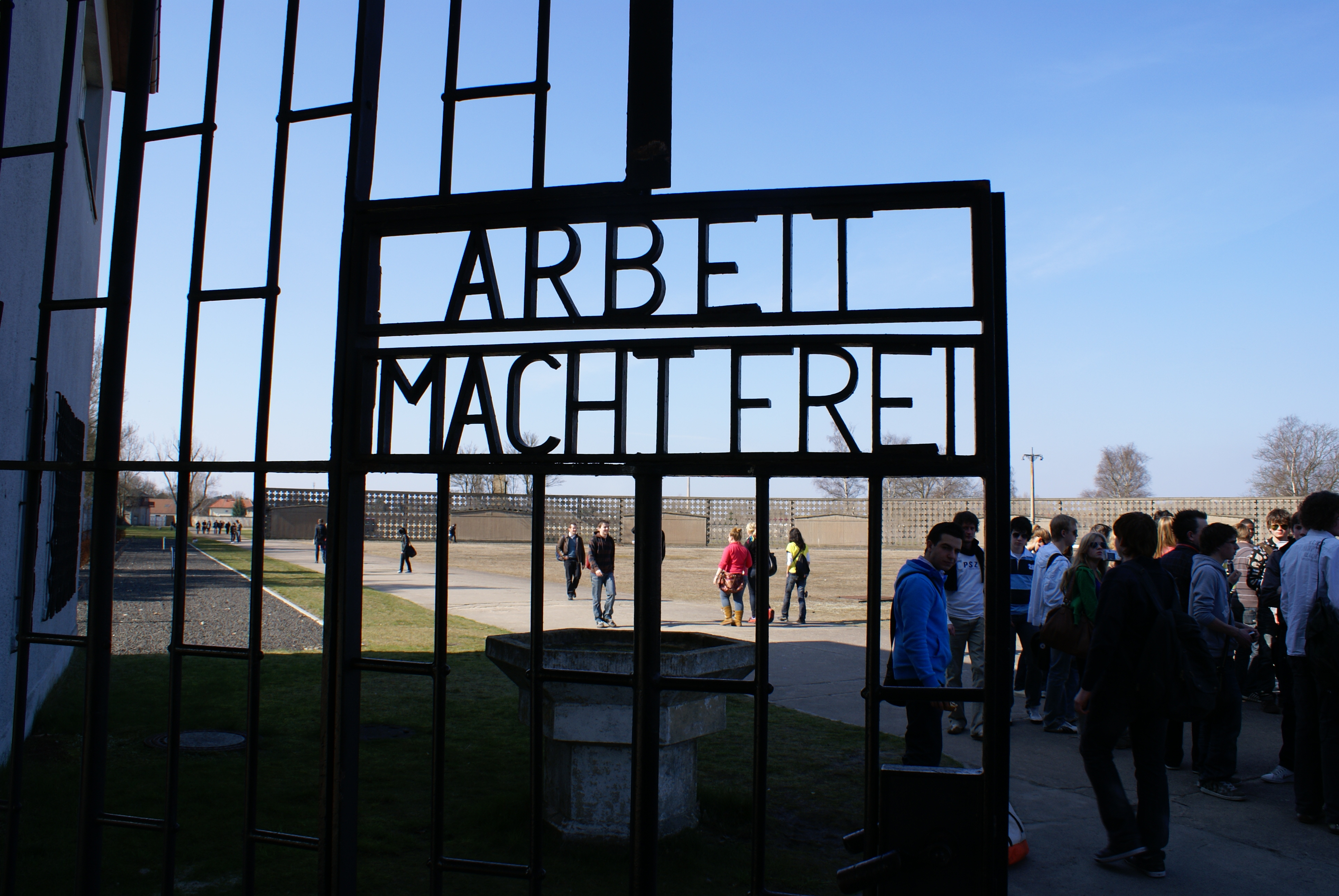
Sachsenhausen, waar Versteegh met een nekschot werd afgemaakt

Met ingang van 1 november 1936 werd Versteegh bevorderd tot majoor en benoemd tot commandant van de vierde divisie der Koninklijke Marechaussee te Groningen (de districten Assen, Groningen en Leeuwarden). Hij nam datzelfde jaar (1936) weer deel aan de Olympische Spelen en ook in de jaren erna bleef hij actief binnen de ruiterij. Zo maakte hij in 1937 deel uit van de commissie die was gevormd ter voorbereiding van de viering van het vijftigjarig bestaan van de Harddraverij Vereniging Groningen, nam hij deel aan keuringen en had hij zitting in jury's van hippische wedstrijden. Versteegh bezat de rang van luitenant-kolonel der Marechaussee toen de Duitsers Nederland op 10 mei 1940 binnenvielen. Hij nam daarna vrij spoedig, als een van de weinige militairen, ontslag uit de dienst, mede vanwege zijn Joodse vrouw en de maatregelen die de Duitsers tegen Joden namen. In 1940 waren het Legioen Oud-Frontstrijders (LOF) en de Ordedienst (OD) de twee belangrijkste paramilitaire organisaties. In april 1941 werd de gehele leiding van het LOF opgerold. Dat was in
dezelfde tijd waarin ook de leider van de OD, luitenant-kolonel Westerveld, samen met een groot deel van de door hem aangewezen districts- en plaatselijke commandanten gearresteerd werd. Versteegh nam Westervelds plaats vervolgens in. Hij dacht dat als de OD eenmaal voldoende wapens bijeen had gekregen en de opbouw van de organisatie voltooid was, men strijd zou leveren tegen de Duitsers. De taak die de OD na de bevrijding moest vervullen werd door Versteegh nauwkeurig aangegeven in "Richtlijnen voor gewestelijke-, districts- en
plaatselijke commandanten". Hij werd echter op 12 september gearresteerd. Begin 1942 waren een groot deel van de voormalige leiders van de OD en hun kaders, waaronder Versteegh en Westerveld naar Kamp Amersfoort overgebracht.
Het eerste OD-proces begon eind maart 1942 in een groot hotel op de Amersfoortse Berg, niet ver van het concentratiekamp. Het werd gevoerd voor het Feldgericht van de Befehlshaber im Luftgau Holland. Op de eerste procesdag kregen de zesentachtig de acte van beschuldiging te horen. De Duitsers rekenden het de dertien beroepsofficieren
onder de zesentachtig, waaronder Versteegh, zwaar aan dat dezen, ongeacht het afgegeven erewoord, aan een verzetsorganisatie waren gaan deelnemen. Op 8 april volgde het vonnis: Tegen tachtig van de zesentachtig werd de doodstraf geëist. Op zondagmorgen 3 mei werden de tweeënzeventig man wier doodvonnissen bekrachtigd waren het concentratiekamp Sachsenhausen binnengevoerd. Men leidde hen daar rechtstreeks naar de Industriehof waar zij niet gefusilleerd werden maar man voor man met een schot in de nek werden afgemaakt. Man voor man werd ook nagezien of zij gouden tanden in de mond hadden; die werden er met tangen uitgebroken. De lijken werden gecremeerd.
Versteegh ontving postuum het Verzetskruis voor zijn verzetswerk. In zijn woonplaats Bussum is een straat naar hem vernoemd.
H.J. van Aalderen
· P. van As
· M. Assies
· J.J. Barendsen
· J.A. Beekman
· H.D.J. Beernink
· L.R. Beijnen
· C.J. van den Berg-van der Vlis
· L.A. Bleys
· G. de Boer
· A.A. Bontekoe
· E.J. Bosch ridder van Rosenthal
· D.A. van den Bosch
· I.J. van den Bosch
· J.H. Bosch
· J.C.J. baron Brantsen
· A.L. Charroin
· F.G.M. Conijn
· M. Crans
· R.J. Dam
· F. Datema
· K.H. Derkzen van Angeren
· H. Dienske
· J.L.G. Doornik
· V. Dreyfus
· N. Dupont
· F. Duwaer
· S. Esmeijer
· G.H. Gelder
· J. Gelderman
· W.J. Gertenbach
· E.A. Giran
· O. Giran
· C.H. de Groot
· P.G.S. Guermonprez
· A. Hahn
· W. van Hall
· J.C.H.F. van Hanxleden Houwert
· Th.W.L. baron van Heemstra
· J.J. Hendrikx
· J.L. Hesselberg
· W.J. Heukels
· I. van der Horst
· J. ter Horst
· H.P. Hos
· J.F.H.M. baron van Hövell van Wezeveld en Westerflier
· B. IJzerdraat
· L. Jansen
· A. Kalter
· G.W. Kastein
· A. Keuter
· T.J. Kroeze
· D.M.R.H. Kroon
· H.Th. Kuipers-Rietberg
· A. Meerwaldt
· J.A.A. Mekel
· J.D. van Melle
· D.C.B. Mesritz
· M.-L.C. Meunier
· J.J. Mohr
· J.L. Moonen
· A.C. Nagtegaal
· F. Nieuwenhuijsen
· B. Oosthoek
· J. Oranje
· T. Pannekoek
· J. Post
· A.J. Rozeman
· V.H. Rutgers
· F.R. Ruys
· W. Santema
· J.J. Schaft
· Jhr. J. Schimmelpenninck
· R.L.A. Schoemaker
· G. Schoonman
· W.P. Speelman
· M. van der Stoep
· B.M. Telders
· A.O.H. Tellegen
· O.R. Thomsen
· G. Tieman
· T.W. de Tourton Bruijns
· L.M. Valstar
· G.J. van der Veen
· D. Verloop
· M.A.E. Verspyck
· P.M.R. Versteegh
· C. Vlot
· G. Weidner
· J.H. Westerveld
· H.B. Wiardi Beckman
· J.W. Wildschut
· J.R.E. Wüthrich
· L. Zwanenburg
· Onbekende Joodse soldaat
- Virtual International Authority File: 7228151247960344270006